# Wilhelm Heinrich von Liewen
Wilhelm Heinrich von Liewen, född 29 september 1800, död 2 februari 1880 i Sankt Petersburg, var en rysk friherre av tysk härkomst. Han var guvernör för det ryska guvernementen Estland och Livland 1861–1864.